# Río Pa Sak
El río Pa Sak (en tailandés: แม่น้ำ ป่า สัก) es un río en el centro de Tailandia. Nace en el Amphoe de Dan Sai, provincia de Loei, pasa a través de la provincia de Phetchabun como la columna vertebral de la misma. A continuación atraviesa la parte oriental de la provincia de Lopburi y la de Saraburi, hasta que se une al río Lopburi en el noreste de la isla de Ayutthaya, antes de que se encuentren con el Chao Phraya en el sureste. Tiene una longitud de 513 km y drena una cuenca de 16.291 km², transportando 2,4 km³ de agua al año.
El valle del Pa Sak a través de las montañas Phetchabun es el área principal de la provincia de Phetchabun. La cuenca del río es bastante estrecha y la cantidad de agua cambia de manera sustancial según las estaciones. Para aliviar los problemas en época de sequía, en la parte baja del valle Pa Sak se construyó en 1994 la presa de Pasak Jolasit (เขื่อน ป่า สัก ชล สิทธิ์) en la provincia de Lopburi. El lago resultante tiene 4.860 metros de ancho y 31,5 m de alto, con una capacidad de embalse total de 0,785 km³. Además de la gestión del agua para riego y suministro humano, la presa produce 6,7 MW de energía hidroeléctrica.

## Afluentes
Los principales afluentes son:
- Río Lopburi (se une al Pa Sak en la población de Ayutthaya)
- Muak Lek, Phung, Pa Daeng, Kong, Sonthi, Wang Chomphu, Na, Chun, Duk, Khon Kaen, Yai, Saduang Yai, Ban Bong, Tarang y el Phaya Klang.

- Datos: Q1152315
- Multimedia: Pa Sak River / Q1152315